# Gulbandad brunbagge
Gulbandad brunbagge (Orchesia fasciata) är en skalbaggsart som först beskrevs av Johann Karl Wilhelm Illiger 1798.  Gulbandad brunbagge ingår i släktet Orchesia, och familjen brunbaggar. Enligt den svenska rödlistan är arten nära hotad i Sverige. Arten förekommer i Götaland, Öland, Svealand, Nedre Norrland och Övre Norrland. Artens livsmiljö är skogslandskap, jordbrukslandskap.